# 翔宇路北駅
翔宇路北駅（しょううろきたえき）は中華人民共和国南京市江寧区翔宇路の北端にある、南京地下鉄S1号線(空港線)の駅。

## 歴史
- 2014年7月1日S1号線の駅として開業。

## 駅構造
島式ホーム1面2線の地上2層構造の駅である。
| 地上2階 | ●S1号線                    | 南京南駅 行き（正方中路・翠屏山 方面）                               |  |
|         | 島式ホーム、左側の扉が開く |                                                                      |  |
|         | ●S1号線                    | 空港新城江寧 行き（翔宇路南・禄口機場・空港新城江寧 方面）           |  |
| 地面    | コンコース                 | 改札口、自動券売機、サービスセンター、駅商店、駅警備室、セキュリティ |  |

### のりば
| 番線 | 路線             | 方面                                  | 行先             |
| ---- | ---------------- | ------------------------------------- | ---------------- |
|      | 南京地下鉄S1号線 | 正方中路・翠屏山 方面                 | 南京南駅行き     |
|      | 南京地下鉄S1号線 | 翔宇路南・禄口機場・空港新城江寧 方面 | 空港新城江寧行き |

### 改札・出入口
- 1号出入口：
- 2号出入口：

## 隣の駅
南京地下鉄
■S1号線
正方中路駅- 翔宇路北駅 - 翔宇路南駅